# Pericallis tussilaginis
Pericallis tussilaginis is een plantensoort uit de composietenfamilie (Compositae of Asteraceae)
die endemisch is op de Canarische eilanden Tenerife en Gran Canaria. Ze komt daar voor op vochtige, beschaduwde plaatsen aan de rotsige hellingen, vanaf de kustlijn tot op de hoogte van de laurierbossen in het noorden van de eilanden. Op Gran Canaria is de plant zeldzaam. De soortaanduiding tussilaginis is de genitief van het Latijnse woord tussilago (de Latijnse naam van klein hoefblad) en duidt aan, dat het blad van de plant op dat van klein hoefblad lijkt. De Spaanse naam van de plant is "tusilago canario". De plant werd voor het eerst beschreven in 1789 door Charles Louis L'Héritier de Brutelle en in 1834 door David Don heringedeeld in het geslacht Pericallis. 

## Beschrijving
Pericallis tussilaginis is een tot 50 cm hoge, rechtopstaande vaste plant met knollige wortels. De wortelbladen zijn hart- tot niervormig en hebben een golvende, dubbel getande rand. De bovenzijde van het blad is groen en behaard, de onderzijde witviltig behaard met sterk zichtbare bladnerven. De stengelbladen zijn
eirond tot hartvormig, toegespitst en stengelomvattend. De bloeiwijze bestaat uit slechts 2 tot 4 bloemhoofdjes die ongeveer 3-5 cm breed zijn. Elk hoofdje bestaat uit een krans van 11 tot 14 violette straalbloemen en een hart van crèmekleurige buisbloemen. De omwindselblaadjes zijn over het algemeen kaal. De bloeitijd is van januari tot april. De vrucht is een nootje met vruchtpluis. 

## Afbeeldingen

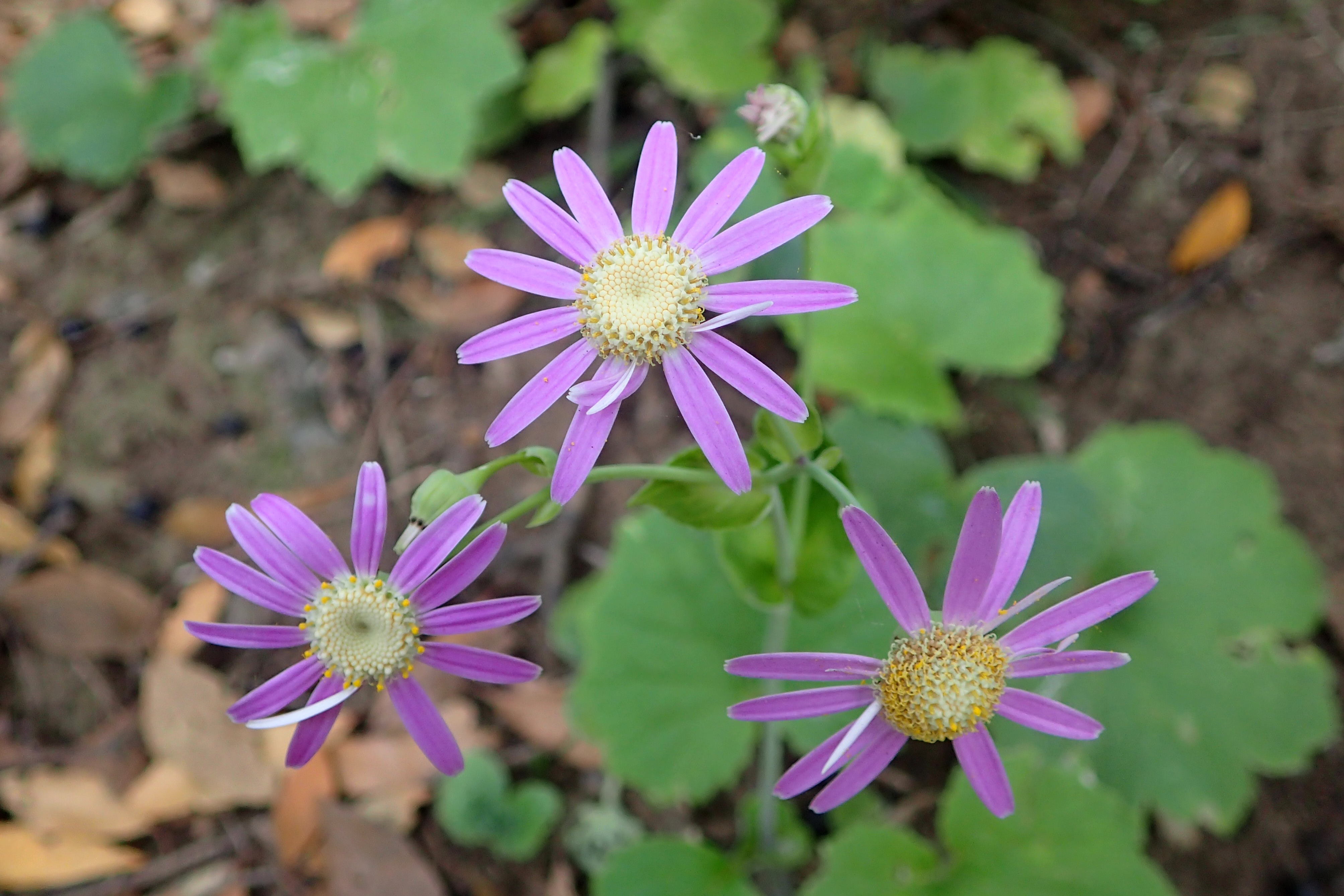
Bloemen